# Спрінг-Геп (Меріленд)
Спрінг-Геп (англ. Spring Gap) — переписна місцевість (CDP) в США, в окрузі Аллегені штату Меріленд. Населення — 52 особи (2020).

## Географія
Спрінг-Геп розташований за координатами 39°33′55″ пн. ш. 78°42′19″ зх. д. / 39.56528° пн. ш. 78.70528° зх. д. (39.565335, -78.705332).  За даними Бюро перепису населення США в 2010 році переписна місцевість мала площу 1,68 км², уся площа — суходіл.

## Демографія
Згідно з переписом 2010 року, у переписній місцевості мешкало 55 осіб у 27 домогосподарствах у складі 16 родин. Густота населення становила 33 особи/км².  Було 34 помешкання (20/км²).
Расовий склад населення:
| - 100,0 % — білих |

До двох чи більше рас належало 0,0 %. Частка іспаномовних становила 0,0 % від усіх жителів.
За віковим діапазоном населення розподілялося таким чином: 16,4 % — особи молодші 18 років, 61,8 % — особи у віці 18—64 років, 21,8 % — особи у віці 65 років та старші. Медіана віку мешканця становила 50,5 року. На 100 осіб жіночої статі у переписній місцевості припадало 111,5 чоловіків;  на 100 жінок у віці від 18 років та старших — 91,7 чоловіків також старших 18 років.
Цивільне працевлаштоване населення становило 40 осіб. Основні галузі зайнятості: роздрібна торгівля — 77,5 %.